# Zagłębie Wałbrzych
Zagłębie Wałbrzych is een Poolse voetbalclub uit Wałbrzych. De club werd in 1945 opgericht.
Van seizoen 1968/69 tot 1973/74 speelde de club 6 seizoenen lang in de hoogste klasse. Na een 3de plaats in 1971 mocht de club het volgende seizoen Europees spelen en haalde de 2de ronde van de UEFA Cup.

## Wałbrzych in Europa
Uitslagen vanuit gezichtspunt Zagłębie Wałbrzych
| Seizoen | Competitie | Ronde | Land                          | Club          | Totaalscore | 1e W    | 2e W       | PUC |
| ------- | ---------- | ----- | ----------------------------- | ------------- | ----------- | ------- | ---------- | --- |
| 1971/72 | UEFA Cup   | 1R    | Vlag van Tsjechië             | Union Teplice | 4-2         | 1-0 (T) | 3-2 (U)    | 5.0 |
|         |            | 2R    | Vlag van Roemenië (1965-1989) | UT Arad       | 2-3         | 1-1 (T) | 1-2 nv (U) | 5.0 |

Totaal aantal punten voor UEFA coëfficiënten: 5.0

## Rangschikkingen eerste klasse
- 1968/69 - 10de
- 1969/70 - 11de
- 1970/71 - 3de
- 1971/72 - 8ste
- 1972/73 - 11de
- 1973/74 - 16de